# Palace of Whitehall

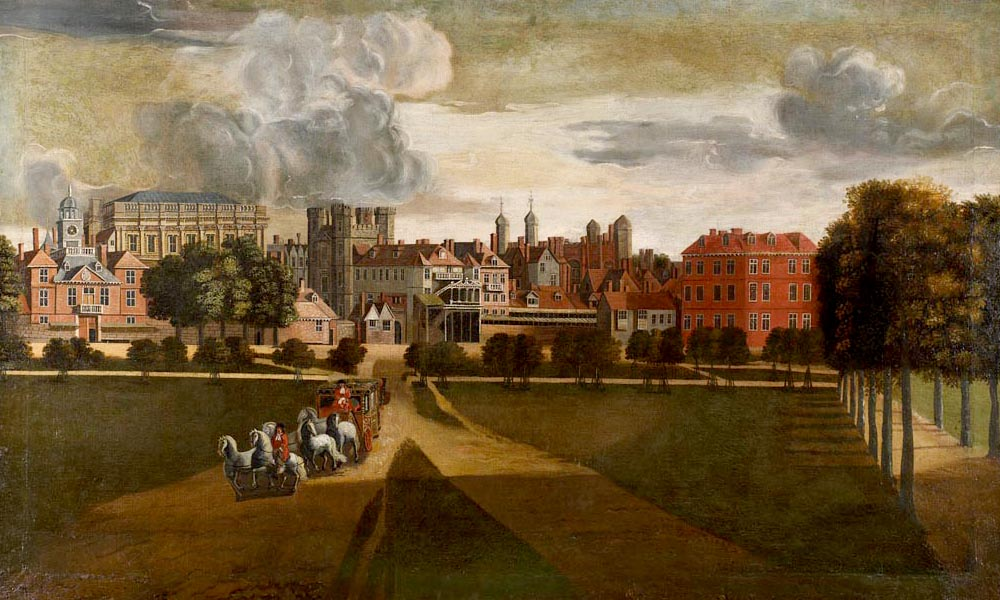
Het paleis van Whitehall door Hendrick Danckerts. Het zicht is vanuit het westen. Het schilderij lijkt op het eerste gezicht een stad te tonen, maar alle afgebeelde gebouwen behoren tot het paleis. Het Banqueting House is aan de linkerkant.

Het Palace of Whitehall was van 1530 tot 1698 de voornaamste Londense residentie van de Engelse koningen. Tot 1529 werd die functie vervuld door het Palace of Westminster.
In 1698 werd het hele complex door een brand verwoest, uitgezonderd het Banqueting House van Inigo Jones uit 1622. Vóór de brand was de residentie uitgegroeid tot het grootste paleis van Europa, met meer dan 1500 vertrekken. Ooit was het zelfs het grootste gebouw ter wereld. De plattegrond was echter zeer onregelmatig en de samenstellende delen waren opgetrokken in verschillende verhoudingen en architecturale stijlen. Het paleis leek daardoor meer op een kleine stad dan op een apart gebouw. Beheer is sinds 2004 in handen van Historic Royal Palaces.
Het paleis gaf zijn naam aan de straat Whitehall en aan het gelijknamige administratieve centrum van de Britse regering.
Op 29 oktober 1618 werd Walter Raleigh onthoofd in het Palace of Whitehall na toestemming van koning Jacobus I.
Op 30 januari 1649 onderging Karel I hetzelfde lot. De meeste onthoofdingen vonden plaats op Tower Hill.

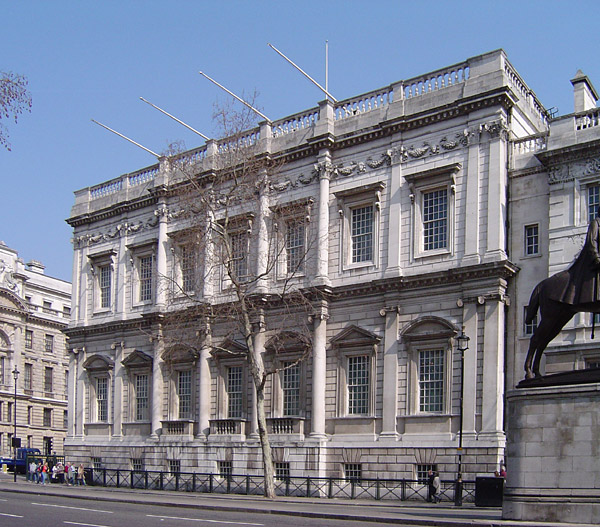
Het Banqueting House, het enige deel van het paleis dat de brand van 1698 overleefde.